# Irkab-Damu
Irkab-Damu war Herrscher von Ebla. Er ist der zweite der Könige, die im großen Archiv aus dem 3. Jahrtausend v. Chr. bezeugt sind. Sein Name erscheint dort vor allem in administrativen Texten. Bekannt ist aber auch, dass er seine Tochter mit dem nicht näher bekannten Herrscher von Emar verheiratete. In seinen letzten Regierungsjahren amtierte Arrukum. Enna-Dagan sandte ihm einen Brief, in dem er seine Oberhoheit über Ebla bestätigte.